# Харбала
Харбала (рос. Харбала) — село Верхньовілюйського улусу, Республіки Саха Росії. Адміністративний центр Магаського наслегу.
Населення — 538 осіб (2010 рік).